# لولوبة واضحة
لولوبة واضحة (الاسم العلمي:Spiranthes lucida) هي نوع من النباتات يتبع جنس اللولوبة من الفصيلة السحلبية.